# Holoubkov
Holoubkov település Csehországban, Rokycanyi járásban. Holoubkov Mýto, Medový Újezd, Svojkovice, Těškov, Volduchy és Hůrky településekkel határos. Lakosainak száma 1447 fő (2024. január 1.).

## Népesség
A település lakosságának változását az alábbi diagram mutatja:
| Lakosok száma | 571  | 889  | 880  | 989  | 1328 | 1469 | 1439 | 1477 | 1456 | 1447 |
|               | 1869 | 1900 | 1921 | 1961 | 1980 | 2011 | 2016 | 2019 | 2021 | 2024 |